# Kraftwerk Reisholz
Das Kraftwerk Reisholz war ein Kohlekraftwerk der RWE am Rhein im Süden von Düsseldorf.
Das 1908 in der damaligen Landgemeinde Holthausen-Itter erbaute Steinkohle-Kraftwerk war zeitweise das größte seiner Art weltweit und ein wichtiges Standbein für die Stromerzeugung im noch jungen RWE-Netz. Schrittweise wurde die Leistung bis auf maximal 130 MW ausgebaut, bis das Kraftwerk 1966 wegen mangelnder Wirtschaftlichkeit stillgelegt und 1974 abgerissen wurde.

## Geschichte
Im Jahre 1906 hatte das Rheinisch-Westfälische Elektrizitätswerk (RWE) das Bergische Elektrizitätswerk (BEW) in Solingen übernommen. Das BEW versorgte mit einem 1898 erbauten Kohlekraftwerk in Müngsten das Bergische Land. Wegen des aufwändigen Antransportes der Kohle sollte das Kraftwerk Müngsten nicht weiter ausgebaut werden. Stattdessen suchte RWE nach einem geeigneteren Standort für einen Kraftwerksneubau und fand diesen in einem Gebiet der damaligen Bürgermeisterei Benrath, direkt am Rhein, wo die Kohle bequem direkt vom Schiff entladen werden konnte.
Der Name Reisholz ist auf die Entwicklungsgesellschaft für Industrie, die Industrie-Terrains-Düsseldorf-Reisholz AG (IDR) zurückzuführen. Diese entwickelte für den gesamten heutigen Düsseldorfer Süden baureife für eine Industrieansiedlung geeignete Grundstücke, die häufig außerhalb des relativ kleinen Gemeindegebietes von Reisholz lagen. Einige dieser außerhalb Reisholz angesiedelten Firmen verwendeten trotzdem im Namen Reisholz.
1908/1909 wurde das Kraftwerk Reisholz mit drei 5 MW-Turbinen errichtet. Östlich des Kraftwerks wurde ein Rheinhafen gebaut. Das Kraftwerk war nach der Centrale in Essen und dem Kraftwerk Berggeist das dritte Kohlekraftwerk im Netz der noch jungen, wachsenden RWE. Es leistete einen erheblichen Beitrag zur Elektrifizierung des Bergischen Landes und versorgte anfänglich die südlichen Teile des RWE, die zuvor von Essen versorgt wurden, sowie den überwiegenden Teil des Territoriums des BEW. 1911 wurden das RWE reorganisiert und die Unterabteilung Zentrale Reisholz war für die Versorgung seines Gebiets zuständig und nahm an einem Stromaustausch teil. 1912 litten die Turbinen mehrfach unter Betriebsstörungen 1912 wurde die Zentrale des BEW von Solingen-Ohligs nach Reisholz verlegt. Leiter des Standortes Reisholz wurde der spätere RWE-Vorstand Arthur Koepchen. 1912 wurden zwei 15 MW-Dampfturbinen installiert und das Kraftwerk wurde mit einer 15 kV-Ringkabelleitung mit dem Kraftwerk Berggeist verbunden.
Das Kraftwerk wurde im Krieg auf 75 MW erweitert und war nach dem Ende des Ersten Weltkrieges 1918 das größte Steinkohlekraftwerk der Welt. Angelockt durch die günstige Logistik (Rheinhafen) und Energieversorgung bildete sich neben dem Kraftwerk ein Industriegebiet, in dem sich auch Abnehmer von Prozessdampf und Fernwärme (insbesondere eine Ölraffinerie) ansiedelten.
Ab 1917 wurden die RWE-Versorgungsnetze im Ruhrgebiet, im Bergischen Land und im Rheinland durch eine 110-kV-Hochspannungsleitung zwischen dem Kraftwerk Reisholz und dem Kraftwerk Goldenberg verbunden. Bei Reisholz erfolgte die Rheinkreuzung mit zwei weithin sichtbaren Masten (siehe Bild). Die Rhein-Freileitungskreuzung Reisholz war der Grundstein für die überregionale Verbundwirtschaft im RWE-Netz.
Im Krieg waren Kesseldefekte und Steinkohlebelieferung problematisch. 1920 ereignete sich im Kesselhaus III eine folgenschwere Kesselexplosion. Das gesamte Kesselhaus wurde stark beschädigt und 27 Arbeiter starben. Diese Explosion führte im Anschluss zu einer Verschärfung der technischen Vorschriften für den Bau und Betrieb von Dampfkesseln in Deutschland.
1924 betrug die Kapazität 75 MW, und trug damit zu 15 % zu Gesamtleistung des RWE bei.
Wegen der Weltwirtschaftskrise Anfang der 1930er-Jahre wurde das Kraftwerk zeitweise stillgelegt. Zur Wiederinbetriebnahme ab 1933 wurde es modernisiert und ausgebaut, im Zweiten Weltkrieg aber durch Fliegerbombenangriffe weitgehend zerstört.
Ab 1946 erfolgte der Wiederaufbau mit erhöhter Leistung von bis zu 130 MW. Im Laufe der Jahre erwies sich aber, dass das Kraftwerk wirtschaftlich hinter den RWE-Kraftwerken im Rheinischen Braunkohlerevier (Fortuna, Frimmersdorf, Weisweiler, …) deutlich zurückblieb. 1966 erfolgte deshalb kurzfristig die Stilllegung. 1974 wurden Kessel- und Maschinenhäuser abgerissen.
Danach unterhielt RWE am Standort Reisholz noch für lange Zeit eine Betriebsverwaltung bzw. eine Regionalversorgungsstelle für den Netzbetrieb. Mit der Jahrtausendwende und der Fusion mit der VEW wurde auch diese geschlossen. 2016 wurde die bis dahin noch an der alten Stelle existierende Freileitungs-Rheinkreuzung abgebaut. Heute weist nur noch ein Umspannwerk auf den ehemaligen Kraftwerksstandort hin.